# Atenulf I de Gaeta
Atenulf I de Gaeta (d. 2 februarie 1062) a fost conte longobard de Aquino, care a ajuns apoi duce de Gaeta, în timpul perioadei de haos din sudul Italiei de la mijlocul secolului al XI-lea.
Atenulf s-a căsătorit cu senatrix Maria, fiica principelui Pandulf al IV-lea de Capua, în vreme ce fratele său Lando a luat de soție o altă fiică a lui Pandulf. După moartea normandului Rainulf Drengot, conte de Aversa, petrecută în iunie 1045, vărul acestuia Asclettin a succedat în Aversa, însă cei din Gaeta l-au ales ca duce pe Atenulf. Guaimar al IV-lea de Salerno, suzeran atât al Aversei cât și al Gaetei, a intervenit de partea lui Asclettin și l-a înfrânt pe Atenulf în luptă, luându-l prizonier. Totuși, în paralel cu aceste evoluții, Pandulf de Capua, aliatul natural al lui Atenulf, asalta posesiunile abației de la Montecassino împreună cu Lando. Acesta din urmă l-a capturat pe abatele Richer și, în schimbul eliberării abatelui, a obținut eliberarea lui Atenulf și recunoașterea stăpânirii acestuia asupra Gaetei.
În toamna anului 1058, fiul mai mare al lui Atenulf, care se logodise cu o fiică a normandului Richard I de Capua, a murit. Richard a solicitat totuși obținerea morgengab (dotei). Ducele a refuzat și, ca urmare, Richard a asediat și a cucerit Aquino, una dintre posesiunile rămase Gaetei. Desiderius de Benevento (viitorul papă Victor al II-lea), noul abate de Montecassino, l-a convins pe Richard să preia doar 400 de solidi de la duce.
Atenulf I a murit în 1062 și a fost succedat de către cel de al doilea fiu al său, Atenulf al II-lea. În ce privește Aquino, acesta a continuat prin a fi guvernat de către toți cei patru fii ai săi: Atenulf, Lando, Pandulf și Landulf.